# Allium tingitanum
Allium tingitanum — вид рослин з родини амарилісових (Amaryllidaceae); поширений в Алжирі й Марокко.

## Опис
Цибулина одна, яйцювата, 15–20 × 10–12 мм; зовнішні оболонки коричневі, відшаровуються від основи цибулини, укриваючи стебло до 4 см. Стебло гнучке, прямовисне, заввишки 12–25 см, вкрите листовими піхвами на 1/2 довжини. Листків 4, ниткоподібні, субциліндричні, завдовжки 6–15 см, майже голі або волосисті з розсіяними волосками. Суцвіття одностороннє, 4–11-квіткове; квітконіжки завдовжки 1.5–4.5 мм. Оцвітина циліндрично-дзвінчаста, завдовжки 7–7.5 мм; її листочки рівні або майже рівні, рожевувато-білі, з пурпурувато-коричневою середньою жилкою, лінійно-довгасті, цілі й майже тупі на верхівці, 1.6–1.8 мм ушир. Тичинки з білими нитками; пиляки жовті. Коробочка триклапанна, зворотнояйцювата, притиснута знизу, 4 × 4 мм. 2n = 14.
Період цвітіння: червень — липень.

## Поширення
Поширений у північно-західному Алжирі й північному Марокко. Поширений у прибережних, так і внутрішніх степових територіях, на луках і серед чагарникової рослинності.